# ТЕЦ Секерки
ТЕЦ Секерки — теплоелектроцентраль у південній частині польської столиці Варшави. Найпотужніша теплоелектроцентраль країни.

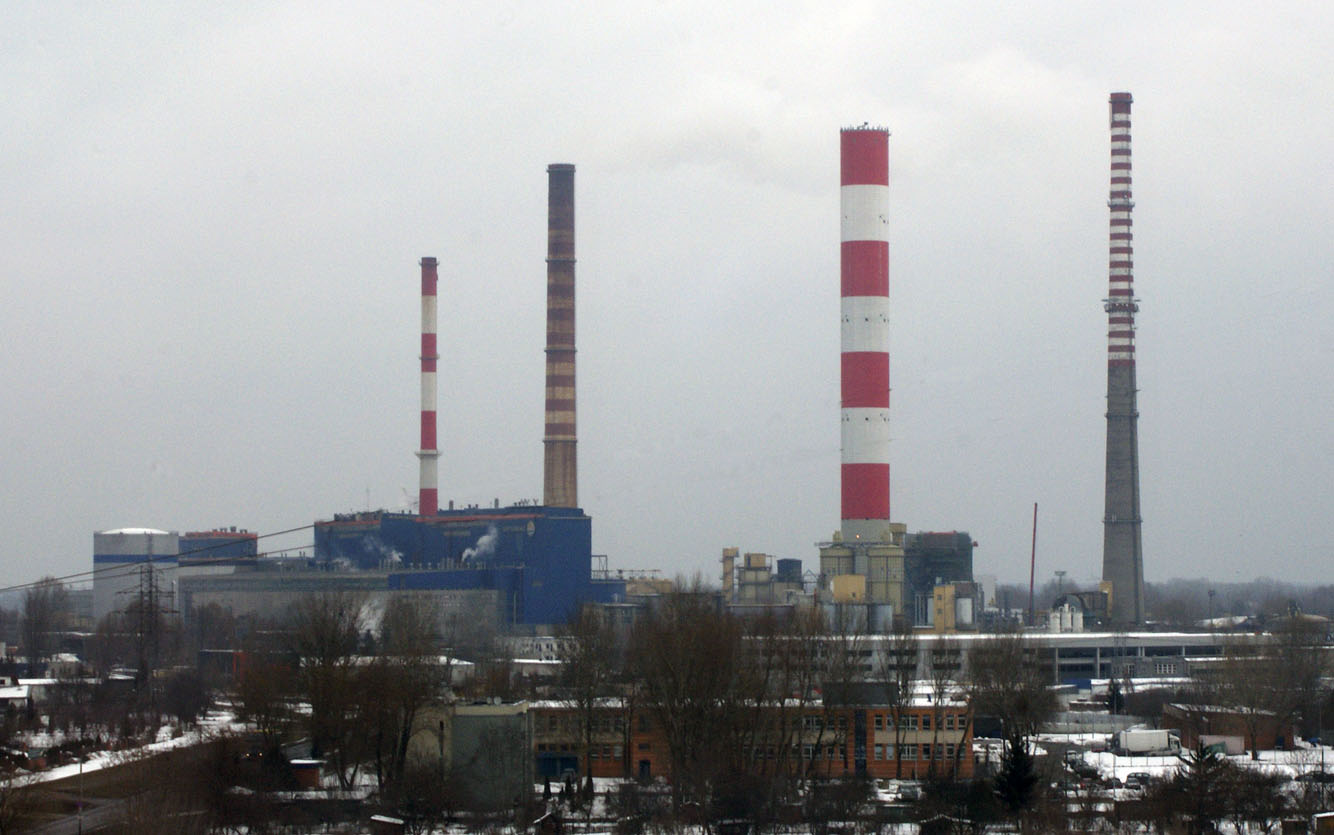
2010-й рік. На майданчику станції можна побачити одразу чотири димарі

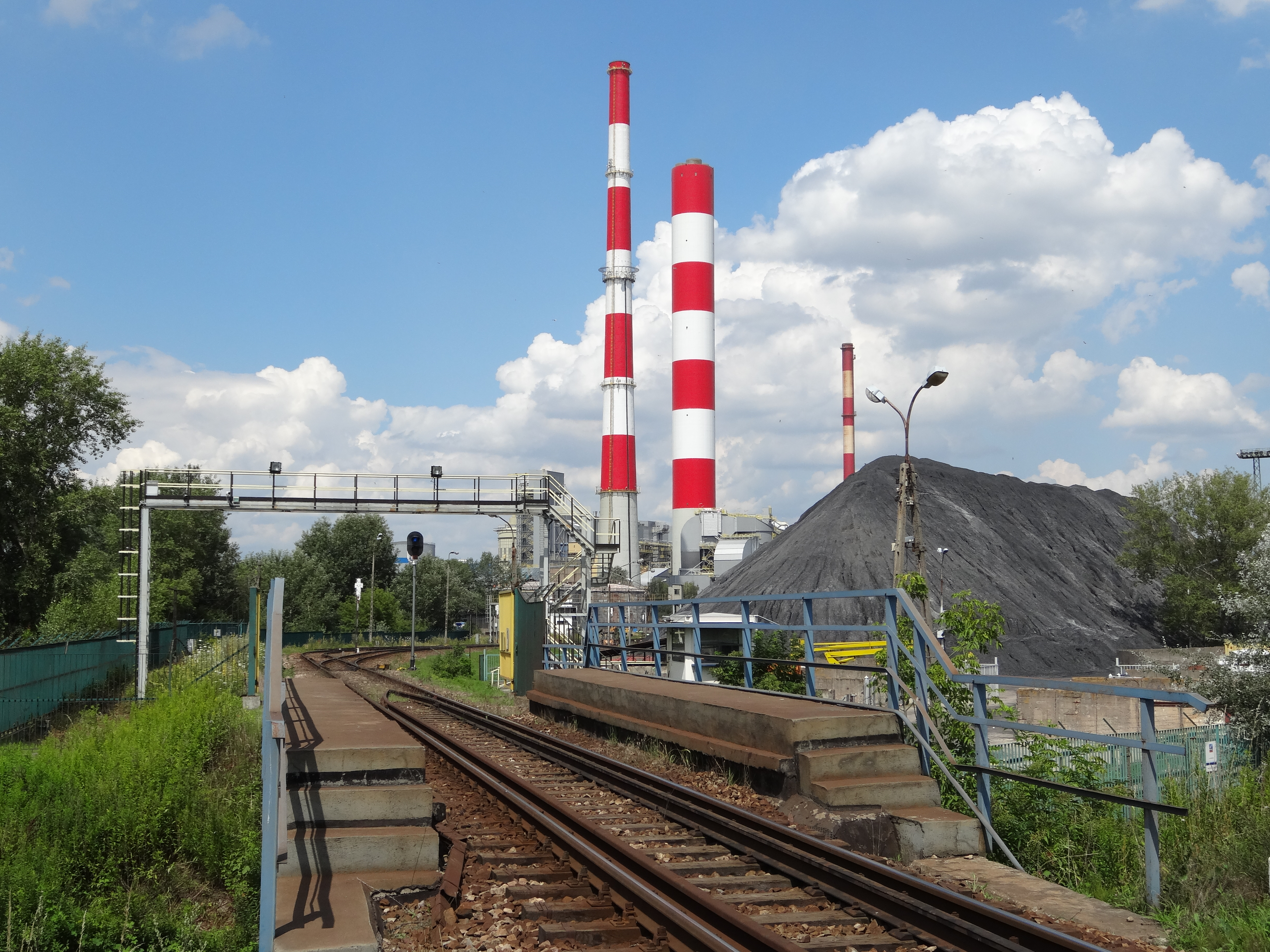
Димарі станції у 2014-му. На передньому плані склад вугілля та залізничне господарство

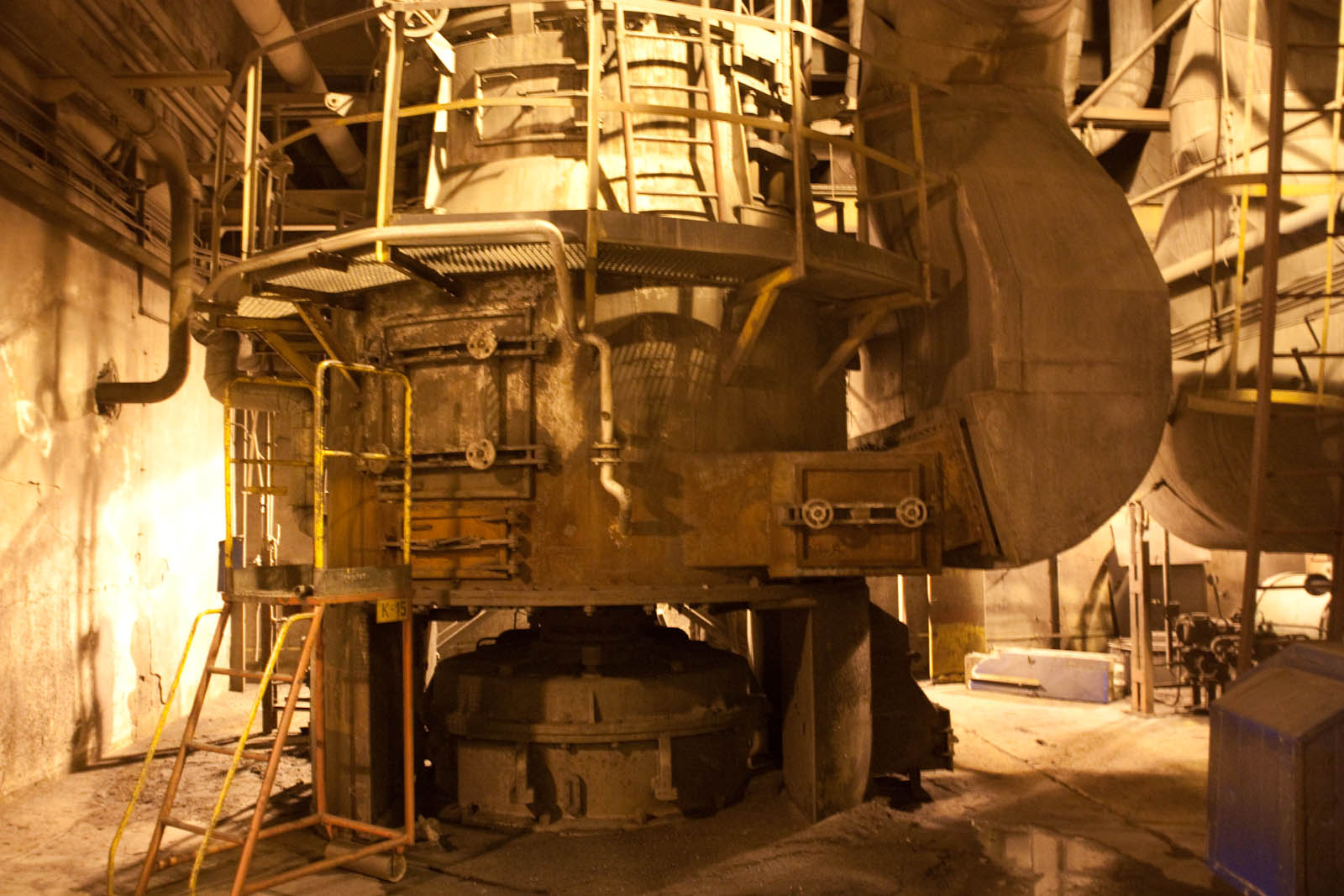
Вугільний млин ТЕЦ

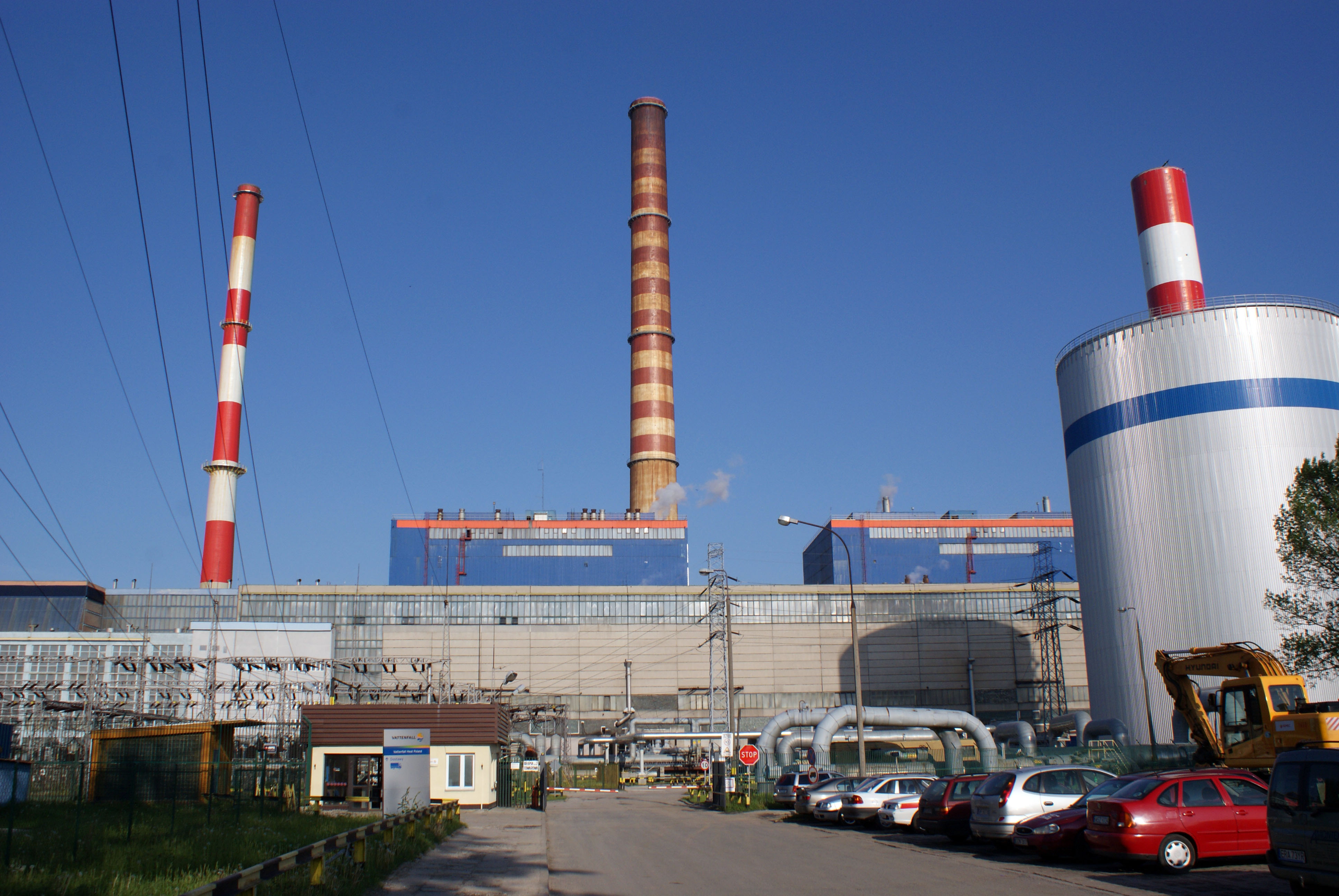
На знімку ТЕЦ праворуч видно резервуар-акумулятор тепла

У 1961—1962 роках на майданчику ТЕЦ ввели в експлуатацію шість турбін: одну конденсаційну TK-50 потужністю 50 МВт та п'ять теплофікаційних TC-30 з потужністю по 30 МВт. Станція мала центральну котельню, де встановили чотири парові котли OP-230 виробництва компанії Rafako (Рацибуж). При електричній потужності 200 МВт ТЕЦ могла постачати споживачам 522 МВт теплової енергії.
У 1971-му для покриття пікових навантажень під час опалювального періоду змонтували три водогрійні котли Rafako WP-120 потужністю по 140 МВт (отримали станційні позначення К5, К6 та К7). Ще один вугільний котел Rafako WP-200 з показником 233 МВт встановили у 1982-му (К16). Між цими подіями, у другій половині 1970-х, на станції встановили водогрійні котли на мазуті — два PTWM-100 (К8 та К9) і два PTWM-180 (К12 та К13).
У 1974—1978 роках ТЕЦ підсилили чотирма енергоблоками. Котли для всіх постачила та сама Rafako, при цьому три з них відносились до типу ОР-430 (К10, К14 і К15), а один — до типу ОР-380 (К11). З першими працювали теплофікаційні турбіни 13P110 потужністю по 105 МВт (теплова потужність блоку при цьому становила 190 МВт), тоді як з котлом К11 сполучили турбіну 13UK-125 (у цьому випадку теплова потужність дорівнювала 175 МВт).
В 1993-му турбіну № 1 модифікували до теплофікаційного варіанту TUK-50.
В 2007-му та 2009-му модернізували турбіни № 9 та № 10 зі збільшенням виробітки електроенергії.
В 2015-му котел К-1 модифікували до рівня BFB-185 (котел з псевдозрідженим киплячим шаром) та перевели на спалювання біомаси.
Станом на початок 2000-х серед обладнання станції вже не рахували турбіну № 4 (ТС-30 потужністю 30 МВт), а до середини наступного десятиліття з цього списку зникли і водогрійні котли на мазути PTWM-180. Наразі електрична потужність станції визначається як 622 МВт, тоді як теплова складає 2014 МВт.
В 2009-му на ТЕЦ запустили резервуар-акумулятор гарячої води, котрий має об'єм 30,4 тис. м3. Він дозволяє зменшити використання водогрійних котлів та покривати пікові навантаження енергією, виробленою когенераційним методом.
Кам'яне вугілля доправляють на ТЕЦ залізничним транспортом.
Видалення продуктів згоряння відбувалось за допомогою трьох димарів — одного висотою 120 метрів (зведений у 1961-му) та двох висотою по 200 метрів (з'явились у 1972-му та 1977-му). В 2009-му звели два нові димарі висотою 170 та 200 метрів, після чого демонтували дві перші споруди.
Забір води для охолодження провадиться із Вісли.
Зв'язок із енергосистемою відбувається по ЛЕП, розрахованій на роботу під напругою 110 кВ.